# Daddschāl

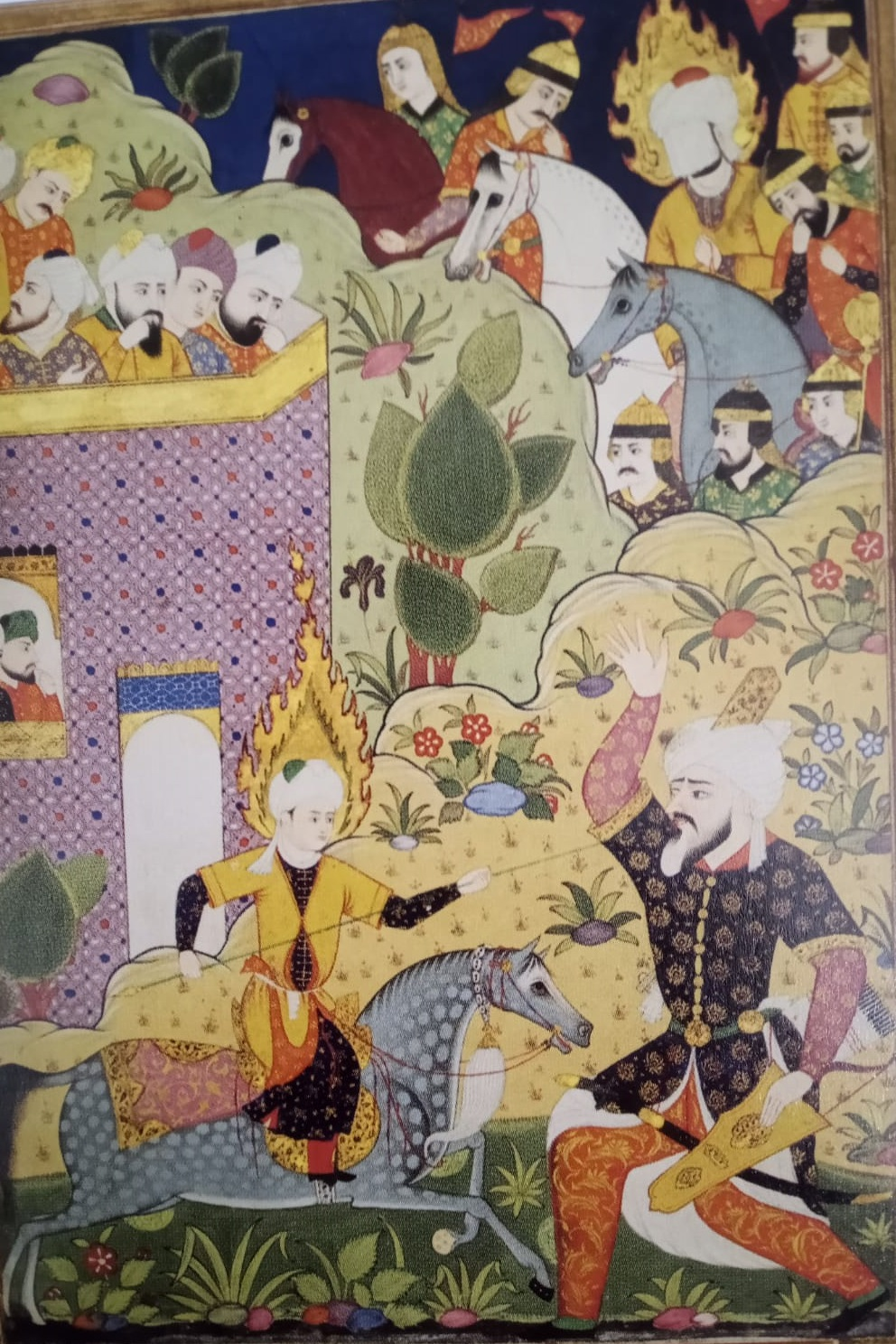
Daddschāl

Der Daddschāl (arabisch الدّجّال, DMG ad-Daǧǧāl ‚der Täuscher, Betrüger, Schwindler‘) ist eine Gestalt in der islamischen Eschatologie, die vor dem „Tag der Auferstehung“ erscheinen soll. Er ist vergleichbar mit dem Antichrist und mit der jüdischen Überlieferung von Armilus.

## Etymologisches
Der Name al-Masih ad-daddschal (arabisch المسيح الدّجّال, DMG al-Masīḥ ad-daǧǧāl ‚falscher Messias‘) kommt in den islamischen Traditionen häufig vor und geht auf den syrisch-aramäischen Begriff Meshiha Deghala / mesīḥē daggālē zurück, wie er 400 Jahre vor dem Koran im Nahen Osten gebraucht wurde, u. a. in syrischen Übersetzungen des Neuen Testaments (Mt 24,24 ).
Es gibt angeblich über 50 Erklärungsversuche, warum diese Figur Mesih („Messias“) genannt wird.

## Auftreten und Eigenschaften
Den Überlieferungen zufolge berichtete Mohammed von insgesamt 30 Täuschern, die im Laufe der Zeit erscheinen würden und von denen der letzte der Daddschāl sein werde. Der Daddschāl werde zunächst in Syrien oder im Irak auftreten, einen weißen Esel reiten und von 70.000 Männern aus Isfahan begleitet werden.
Der Daddschāl wird zwar nicht im Koran erwähnt, doch beschreiben seine Eigenschaften verschiedene islamische Überlieferungen, laut derer er „auf der Erde sein an einem Tag, der wie ein Jahr ist, einem Tag wie ein Monat, einen Tag wie eine Woche und den Rest der Tage, welche wie unsere Tage sind“:
- Er wird missgebildet sein und ein blindes Auge haben. (Sahih Muslim 169 e)
- Er wird 40 Tage auf der Erde bleiben, der erste Tag ist so lange, wie ein Jahr, der zweite Tag ist so lange, wie ein Monat, der dritte Tag ist so lange, wie eine Woche und die restlichen Tage sind wie gewöhnliche Tage.
- Er wird die Gläubigen täuschen; er wird lehren, das Paradies sei die Hölle und umgekehrt. (Sunan Ibn Majah 4071)
- Auf seiner Stirn werden die arabischen Buchstaben Kaf, Fa und Ra (für arabisch كُفر, DMG Kufr ‚Unglaube‘) geschrieben stehen. (Sahih Muslim 2933 b)
- Er wird die Fähigkeit haben, Wunder zu bewirken, um die Muslime zu verwirren.
- Er wird versuchen, einen Menschen auf Gottes Thron zu setzen.
- Er wird nicht die Städte Mekka und Medina betreten können.(Sahih al-Bukhari 7473)
- Laut schiitischer Lehre wird der Mahdi gegen ihn im Namen des Islams kämpfen.
- Er wird durch Isa (Jesus) getötet werden.

Es gibt viele verschiedene Orte, die mit dem Aufkommen des Daddschals identifiziert werden und meistens kommt er aus dem Osten. Er soll Wunder vollbringen, die denen von Jesus ähneln, Kranke heilen, Vegetation wachsen lassen und Tote erwecken, oder den Anschein mit Hilfe von satanischen Begleitern erwecken. Jesus selbst würde ihn bei seiner Rückkehr töten, wozu er ihn lediglich ansehen müsse, woraufhin der Daddschal dahinschmelzen werde. Die Beziehung zwischen dem Daddschal und Jesus ist obskur. Einer Tradition folgend sei er Jesus bei seiner Pilgerreise um die Kaaba gefolgt und scheint ein Doppelgänger zu sein. Auch wenn die ersten Quellen ihn als menschlich beschreiben, wird er in späteren Traditionen eher als ein Satan in menschlicher Gestalt beschrieben. Die meisten Anhänger des Daddschals seien Juden, eine Vorstellung, die wohl aus Überresten christlicher Antichrist-Legenden stammen dürften. Weitere Parallelen ergeben sich aus der Vorstellung, der Daddschal sei bis zur Endzeit in Ketten gelegt, und der christlichen Vorstellung, ein apokalyptisches Monster würde bis zur Endzeit in Ketten gelegt sein.

## Bedeutung in der modernen islamischen Philosophie und Mystik
Der Journalist Ahmed Hulusi beschreibt die Endzeit nicht als globales Ereignis, sondern als ein individuelles Erlebnis. Neben den Ego und den Teufeln stellt der Daddschāl also einen Feind der spirituellen Entwicklung dar. Wer glaubt, ein isoliertes und eigenes Wesen zu sein, strebe nach körperlicher oder irdischer Erfüllung. Dies sei das Reich des Daddschāls, jener Himmel, der in Wahrheit die Hölle sei. Das Jenseits, als vom Ego losgelöste Welt, soll der Mensch in diesem Zustand als die Hölle wähnen, sei aber der eigentliche Himmel. Um sich aus dem Reich des Daddschāls zu befreien, müsse man seinen inneren Mahdi stärken. Wenn der Mahdi erweckt wurde, steht dieser noch immer dem Daddschāl gegenüber, der sich dann selbst zum Gott ausruft, und das Ego sich als Allah offenbart. In dieser Phase muss der Mensch erkennen, dass nicht sein Ego göttlich ist, sondern er selbst Teil des Göttlichen ist. Erst Jesus wird den Daddschāl töten, was mit dem Eingehen in den Zustand des „Entwerdens“ geschieht. Solange wird der Mensch seinen inneren Mahdi stärken müssen, um dem Himmel des Daddschāls mit all seinen Verlockungen zu widerstehen.

## Verwendung des Begriffs im politischen Kontext
Die Fatimiden, deren erster Kalif sich als Mahdi präsentiert hatte, bezeichneten jenen Feind als Daddschāl, der ihr Reich in den Jahren 944 bis 946 mit seinen Ifrīqiya verheerenden Kriegern fast vernichtet hätte: den auf einem Esel reitenden, charidschitischen Berberführer Abu Yazid.
Die Ahmadiyya betrachten Daddschāl (auch Masih ad-Dajjal) nicht als konkrete Person, sondern als Kollektivbegriff, der den christlichen Westen bzw. Europa symbolisiert.
Während des Zweiten Weltkriegs im Zuge einer Annäherung von Nationalsozialismus und Muslimbruderschaft, sowie der Aufstellung nazi-islamischer Truppen durch Mohammed Amin al-Husseini, plante man im Reichssicherheitshauptamt, Adolf Hitler den Muslimen als Messias, den unmittelbaren Vorläufer des Mahdi, zu präsentieren und die Juden dementsprechend als „Daddschāl“. Die Abt. VI C 13 unter Walter Schellenberg schrieb an Himmler, ihre „Forschungsstelle Orient“ habe ein Flugblatt in Arabisch verfasst, an dessen Anfang und Ende Koranverse stünden, die von der Rückkehr des Messias sprechen, der den falschen Messias Daddschāl bekämpft, bevor der Mahdi zurückkehrt. Der Text sei so abgefasst, dass man wie in den Koranversen den Messias mit dem Führer verbinde, während der Daddschāl als „Verkörperung des jüdischen Weltkapitals“ dargestellt werde. Vorausgegangen war die Beobachtung, dass zwar der Koran keinen mit Hitler vergleichbaren Propheten vorhersage, aber in der islamischen Eschatologie der Glaube an den Mahdi im Vordergrund stehe, der am Ende der Zeiten erscheine, den Gläubigen helfe und die Gerechtigkeit triumphieren lassen. Hitler könne daher weder als Prophet vorgestellt werden noch als Mahdi, sondern als Jesus, von dem der Koran vorhersage, dass dieser wiederkehre und den „König der Juden“ besiege.